# Passeio com Johnny Guitar
Passeio com Johnny Guitar (portugiesisch für: Spaziergang mit Johnny Guitar) ist ein Kurzfilm des portugiesischen Regisseurs João César Monteiro aus dem Jahr 1996.

## Handlung
En Mann kommt durch die nächtlichen Gassen zurück in seine Altbauwohnung. Er geht auf seinen kleinen Balkon und raucht eine Zigarette. Dabei sieht er gegenüber eine Frau am Fenster, die ihr Haar kämmt. Sie blicken sich an, dann schließt die Frau ihr Fenster. Der Mann geht wieder in seine Wohnung, wo er schlaflos am Schreibtisch sitzt. Später kehrt er zurück auf den Balkon. Er raucht eine weitere Zigarette, sieht nun aber nur noch in den erwachenden Tag über dem Lissabonner Altstadtviertel. 
Untermalt wird der Film von einer dramatischen Szene aus dem Westernklassiker Johnny Guitar – Wenn Frauen hassen, in der Vienna die gemeinsame Liebe beschwört, die Johnny Guitar jedoch als  Vergangenheit abtun will.

## Produktion und Rezeption
Bei den Dreharbeiten zu Die göttliche Komödie 1994 merkte Produzent Joaquim Pinto nach zwei Wochen der Diskussionen, dass die in Scope gedrehten bisherigen Aufnahmen nicht den Erwartungen des Regisseurs entsprechen werden und brach die Arbeiten ab, um später ganz neu zu beginnen. Aus diesen ersten, nicht anderweitig genutzten Aufnahmen schnitt der Regisseur dann drei Kurzfilme, darunter Passeio com Johnny Guitar (die anderen waren Lettera Amorosa und Bestiário ou Cortejo de Orfeu).
Der Film feierte beim Filmfestival Cannes 1996 seine Premiere. Er lief danach auf weiteren Filmfestivals, darunter die Mostra Internacional de Cinema de São Paulo (am 22. Oktober 2004).
Passeio com Johnny Guitar erschien 2003 als DVD, als Bonusmaterial zum Film Die göttliche Komödie bei Lusomundo in Portugal, einzeln und als Teil einer Monteiro-Werkschau DVD-Box, in Zusammenarbeit mit der Cinemateca Portuguesa.